# Sobir Yunusov
Sobir Yunusovich Yunusov (uzb. cyr. Собир Юнусович Юнусов; ros. Сабир Юнусович Юнусов, Sabir Junusowicz Junusow; ur. 5 marca 1909 w Taszkencie, zm. 29 listopada 1995 tamże) – uzbecki i radziecki chemik, zajmujący się chemią organiczną, głównie chemią alkaloidów.
W 1935 roku ukończył studia na Środkowoazjatyckim Uniwersytecie Państwowym. Pracował w radzieckich chemicznych i farmaceutycznych instytutach badawczych, m.in. w Instytucie Chemii Akademii Nauk Uzbeckiej SRR (w latach 1951–1952 był jego dyrektorem). Od 1958 roku był członkiem korespondentem Akademii Nauk ZSRR.
Prowadził badania dotyczące akumulacji alkaloidów w różnych częściach roślin w zależności od miejsca uprawy i okresu wegetacji. Wydzielił ok. 700 substancji z materiałów roślinnych i ustalił strukturę dla ok. 300 z nich. Pozwoliło to na wprowadzenie 10 preparatów do praktyki medycznej.  

## Odznaczenia i nagrody
- Bohater Pracy Socjalistycznej (13 marca 1969)
- Order Lenina (13 marca 1969)
- Order Rewolucji Październikowej (16 marca 1979)
- Złoty Medal im. Mendelejewa (1971)

I inne.